# 民治鄉
民治鄉，是四川省鄰水縣原下轄的一個鄉鎮級行政單位，其地現屬大竹縣。

## 沿革[1]
- 民國4年（1915年），增設民治鄉。
- 民國4年（1915年），因地方不靖，設5個保衛區，以維持治安。全縣共49鄉，民治鄉屬第五保衛區，駐九龍寨，今大竹縣楊通鄉民治村。
- 民國6年（1917年），5個保衛區劃為6個區，民治鄉屬何區不詳。
- 民國24年（1935年）7月1日，將6個區合併為3個區，49個鄉鎮合併為43個鄉鎮，新鎮鄉與民治鄉合併為新民鄉，屬第一區署。
- 民國29年（1940年），實行新縣制，改3個區為4個區，將43個聯保辦公處合併為22個鄉鎮公所，並調整插花飛地，將原民治鄉劃入大竹縣。

## 屬地
據1992年《大竹縣志》載，民國31年（1942年）2月，鄰水縣民治鄉蔡家壩（今大竹縣姚市鄉天陡村），李家壩（今鄰水縣柑子鎮甘家橋村）劃歸大竹縣歐家鄉，至民國32年（1943年），大竹縣歐家鄉李家壩劃還鄰水縣普興鄉。